# Secretariaat van de Communistische Partij van Tsjechoslowakije

Logo van de KSČ

Het Secretariaat van het Centraal Comité van de Communistische Partij van Tsjechoslowakije (Tsjechisch, Slowaaks: tajemník Ústředního výboru KSČ) was het hoogste administratieve orgaan van de KSČ. De belangrijkste taak van het Secretariaat was het overzien van de implementatie van door het partijbestuur genomen beslissingen. De leden van het Secretariaat waren tevens lid van het Centraal Comité van de KSČ. Het hoofd van het Secretariaat was de secretaris-generaal van de communistische partij (= partijleider).
In de periode 1986-1989 kende het Secretariaat 13 leden, waaronder 7 secretarissen. Ieder lid had een partijafdeling onder zijn hoede. 
De Communistische Partij van Slowakije (KSS), een autonome afdeling van de KSČ kende een eigen Secretariaat.

## Afdelingen van het Secretariaat
- Binnenlandse economie
- Ideologie en buitenlandse zaken
- Ideologie en media
- Industrie
- Politiek-organisatorisch werk
- Economie
- Landbouw
- Pers
- Vrouwen
- Jeugd
- Sport
- Hoofdstedelijke aangelegenheden

## Verwijzingen
Partijcongres · Centraal Comité · Secretariaat · Presidium · Secretaris-generaal